# Världscupen i alpin skidåkning 1973/1974
Världscupen i alpin skidåkning 1973/1974 startades i Val d'Isère den 3 december 1973 för herrarna och den 9 december för damerna. Säsongen avslutades den 10 mars 1974 i Vysoké Tatry. Vinnare av totala världscupen blev Annemarie Moser-Pröll och Piero Gros.

## Tävlingskalender

### Herrar

#### Störtlopp
| Datum            | Ort                                   | Etta                       | Tvåa                                             | Trea                                                                                 |
| ---------------- | ------------------------------------- | -------------------------- | ------------------------------------------------ | ------------------------------------------------------------------------------------ |
| 10 december 1973 | Val d’Isère (Frankrike)               | Herbert Plank (Italien)    | Werner Grissmann (Österrike)                     | Franz Klammer (Österrike)                                                            |
| 18 december 1973 | Zell am See (Österrike)               | Karl Cordin (Österrike)    | Roland Collombin (Schweiz)                       | Peter Feyersinger (Österrike) Manfred Grabler (Australien) Josef Walcher (Österrike) |
| 22 december 1973 | Schladming (Österrike)                | Franz Klammer (Österrike)  | Roland Collombin (Schweiz)                       | Bernhard Russi (Schweiz)                                                             |
| 6 januari 1974   | Garmisch-Partenkirchen (Västtyskland) | Roland Collombin (Schweiz) | Franz Klammer (Österrike)                        | Herbert Plank (Italien)                                                              |
| 12 januari 1974  | Avoriaz (Frankrike)                   | Roland Collombin (Schweiz) | Franz Klammer (Österrike)                        | Philippe Roux (Schweiz)                                                              |
| 19 januari 1974  | Wengen (Schweiz)                      | Roland Collombin (Schweiz) | Franz Klammer (Österrike)                        | Herbert Plank (Italien)                                                              |
| 26 januari 1974  | Kitzbühel (Österrike)                 | Roland Collombin (Schweiz) | Stefano Anzi (Italien) Giuliano Besson (Italien) |                                                                                      |

#### Storslalom
| Datum            | Ort                              | Etta                         | Tvåa                        | Trea                        |
| ---------------- | -------------------------------- | ---------------------------- | --------------------------- | --------------------------- |
| 8 december 1973  | Val d’Isère (Frankrike)          | Hans Hinterseer (Österrike)  | Helmuth Schmalzl (Italien)  | Piero Gros (Italien)        |
| 16 december 1973 | Saalbach-Hinterglemm (Österrike) | Hubert Berchtold (Österrike) | Thomas Hauser (Österrike)   | Hans Hinterseer (Österrike) |
| 7 januari 1974   | Berchtesgaden (Västtyskland)     | Piero Gros (Italien)         | Gustav Thöni (Italien)      | Erwin Stricker (Italien)    |
| 13 januari 1974  | Morzine (Frankrike)              | Piero Gros (Italien)         | Hans Hinterseer (Österrike) | Gustav Thöni (Italien)      |
| 21 januari 1974  | Adelboden (Schweiz)              | Gustav Thöni (Italien)       | Piero Gros (Italien)        | Hans Hinterseer (Österrike) |
| 2 mars 1974      | Voss (Norge)                     | Gustav Thöni (Italien)       | Hans Hinterseer (Österrike) | Ingemar Stenmark (Sverige)  |
| 9 mars 1974      | Vysoké Tatry (Tjeckoslovakien)   | Piero Gros (Italien)         | Ingemar Stenmark (Sverige)  | Hans Hinterseer (Österrike) |

#### Slalom
| Datum            | Ort                                   | Etta                                | Tvåa                          | Trea                                |
| ---------------- | ------------------------------------- | ----------------------------------- | ----------------------------- | ----------------------------------- |
| 17 december 1973 | Sterzing (Italien)                    | Piero Gros (Italien)                | Johann Kniewasser (Österrike) | Christian Neureuther (Västtyskland) |
| 5 januari 1974   | Garmisch-Partenkirchen (Västtyskland) | Christian Neureuther (Västtyskland) | Gustav Thöni (Italien)        | Hansjörg Schlager (Västtyskland)    |
| 20 januari 1974  | Wengen (Schweiz)                      | Christian Neureuther (Västtyskland) | Fausto Radici (Italien)       | David Zwilling (Österrike)          |
| 27 januari 1974  | Kitzbühel (Österrike)                 | Hans Hinterseer (Österrike)         | Johann Kniewasser (Österrike) | Gustav Thöni (Italien)              |
| 3 mars 1974      | Voss (Norge)                          | Piero Gros (Italien)                | Ingemar Stenmark (Sverige)    | Johann Kniewasser (Österrike)       |
| 6 mars 1974      | Zakopane (Polen)                      | Francisco Fernández Ochoa (Spanien) | Gustav Thöni (Italien)        | Hans Hinterseer (Österrike)         |
| 10 mars 1974     | Vysoké Tatry (Tjeckoslovakien)        | Gustav Thöni (Italien)              | Ingemar Stenmark (Sverige)    | Francisco Fernández Ochoa (Spanien) |

### Damer

#### Störtlopp
| Datum            | Ort                     | Etta                              | Tvåa                              | Trea                         |
| ---------------- | ----------------------- | --------------------------------- | --------------------------------- | ---------------------------- |
| 6 december 1973  | Val d’Isère (Frankrike) | Annemarie Moser-Pröll (Österrike) | Ingrid Gfölner (Österrike)        | Wiltrud Drexel (Österrike)   |
| 19 december 1973 | Zell am See (Österrike) | Annemarie Moser-Pröll (Österrike) | Wiltrud Drexel (Österrike)        | Marie-Theres Nadig (Schweiz) |
| 5 januari 1974   | Pfronten (Västtyskland) | Annemarie Moser-Pröll (Österrike) | Wiltrud Drexel (Österrike)        | Betsy Clifford (Kanada)      |
| 13 januari 1974  | Grindelwald (Schweiz)   | Cindy Nelson (USA)                | Annemarie Moser-Pröll (Österrike) | Marie-Theres Nadig (Schweiz) |
| 23 januari 1974  | Bad Gastein (Österrike) | Annemarie Moser-Pröll (Österrike) | Marie-Theres Nadig (Schweiz)      | Wiltrud Drexel (Österrike)   |

#### Storslalom
| Datum            | Ort                            | Etta                         | Tvåa                              | Trea                               |
| ---------------- | ------------------------------ | ---------------------------- | --------------------------------- | ---------------------------------- |
| 20 december 1973 | Zell am See (Österrike)        | Hanni Wenzel (Liechtenstein) | Marie-Theres Nadig (Schweiz)      | Traudl Treichl (Västtyskland)      |
| 6 januari 1974   | Pfronten (Västtyskland)        | Kathy Kreiner (Kanada)       | Lise-Marie Morerod (Schweiz)      | Fabienne Serrat (Frankrike)        |
| 9 januari 1974   | Les Gets (Frankrike)           | Claudia Giordani (Italien)   | Barbara Ann Cochran (USA)         | Hanni Wenzel (Liechtenstein)       |
| 14 januari 1971  | Grindelwald (Schweiz)          | Monika Kaserer (Österrike)   | Hanni Wenzel (Liechtenstein)      | Christa Zechmeister (Västtyskland) |
| 25 januari 1974  | Bad Gastein (Österrike)        | Fabienne Serrat (Frankrike)  | Lise-Marie Morerod (Schweiz)      | Rosi Mittermaier (Västtyskland)    |
| 7 mars 1974      | Vysoké Tatry (Tjeckoslovakien) | Monika Kaserer (Österrike)   | Annemarie Moser-Pröll (Österrike) | Lise-Marie Morerod (Schweiz)       |

#### Slalom
| Datum            | Ort                      | Etta                               | Tvåa                              | Trea                              |
| ---------------- | ------------------------ | ---------------------------------- | --------------------------------- | --------------------------------- |
| 8 december 1973  | Val d’Isère (Frankrike)  | Christa Zechmeister (Västtyskland) | Hanni Wenzel (Liechtenstein)      | Marilyn Cochran (USA)             |
| 8 januari 1974   | Les Gets (Frankrike)     | Christa Zechmeister (Västtyskland) | Lindy Cochran (USA)               | Annemarie Moser-Pröll (Österrike) |
| 16 januari 1974  | Les Diablerets (Schweiz) | Christa Zechmeister (Västtyskland) | Fabienne Serrat (Frankrike)       | Rosi Mittermaier (Västtyskland)   |
| 24 januari 1974  | Bad Gastein (Österrike)  | Christa Zechmeister (Västtyskland) | Fabienne Serrat (Frankrike)       | Monika Kaserer (Österrike)        |
| 27 februari 1974 | Abetone (Italien)        | Rosi Mittermaier (Västtyskland)    | Annemarie Moser-Pröll (Österrike) | Fabienne Serrat (Frankrike)       |
| 8 mars 1974      | Heavenly Valley (USA)    | Rosi Mittermaier (Västtyskland)    | Danièle Debernard (Frankrike)     | Hanni Wenzel (Liechtenstein)      |

## Slutplacering damer
| Placering | Namn                | Land          | Total Poäng |
| --------- | ------------------- | ------------- | ----------- |
| 1         | Annemarie Pröll     | Österrike     | 268         |
| 2         | Monika Kaserer      | Österrike     | 153         |
| 3         | Hanni Wenzel        | Liechtenstein | 144         |
| 4         | Christa Zechmeister | Västtyskland  | 129         |
| 5         | Fabienne Serrat     | Frankrike     | 127         |
| 6         | Marie-Theres Nadig  | Schweiz       | 123         |
| 7         | Rosi Mittermaier    | Västtyskland  | 116         |
| 8         | Lise-Marie Morerod  | Schweiz       | 77          |
| 9         | Wiltrud Drexel      | Österrike     | 72          |
| 10        | Kathy Kreiner       | Kanada        | 70          |

## Slutplacering herrar
| Placering | Namn                 | Land         | Total Poäng |
| --------- | -------------------- | ------------ | ----------- |
| 1         | Piero Gros           | Italien      | 181         |
| 2         | Gustav Thöni         | Italien      | 165         |
| 3         | Hansi Hinterseer     | Österrike    | 162         |
| 4         | Roland Collombin     | Schweiz      | 140         |
| 5         | Franz Klammer        | Österrike    | 125         |
| 6         | Erwin Stricker       | Italien      | 73          |
| 7         | Johann Kniewasser    | Österrike    | 67          |
| 8         | Herbert Plank        | Italien      | 66          |
|           | Christian Neureuther | Västtyskland | 66          |
| 10        | Helmuth Schmalzl     | Italien      | 65          |